# Murai no Koi
Murai no Koi (村井の恋 Murai in Love lit. El amor de Murai?), también conocida como Murai in Love, es una serie de manga japonesa escrita e ilustrada por Junta Shima. Se publicó en el sitio web Line Manga de Line Corporation desde junio de 2018 hasta junio de 2022, con sus capítulos recopilados en siete volúmenes de tankōbon.
Una adaptación de un drama televisivo se emitió de abril a mayo de 2022.
Una adaptación a serie de televisión de anime de 4 episodios, producida por J.C.Staff se estrenó el 4 de septiembre de 2024 por Disney+, y se emitió del 6 de octubre al 20 de diciembre de 2024 en la televisión japonesa.

## Argumento
Tanaka Ayano, es una maestra a la que sus alumnos le han dado el apodo de "Chica enmascarada de hierro, Tetsuko" debido a que no interfiere con sus alumnos más de lo necesario y no interactúa con los otros maestros. Tanaka es en realidad una otaku que se enamoró de Hitotose, un personaje de un juego otome. Un día, Tanaka fue confesada por su alumno, Murai. Tanaka rechazó de inmediato a Murai porque nunca se había enamorado de un hombre de verdad, y mucho menos de su estudiante. Sin embargo, al día siguiente, Murai aparece con un nuevo peinado y luce exactamente como Hitotose.

## Personajes
Murai (村井?)
 Seiyū: Kengo Takanashi, Alan Fernando Velázquez (español latino)
Ayano Tanaka (田中 彩乃 Tanaka Ayano?)
 Seiyū: Yoko Hikasa, Betzabé Jara (español latino)
Hitotose (春夏秋冬?)
 Seiyū: Nobunaga Shimazaki, Miguel Ángel Leal (español latino)
Kiriyama (桐山?)
 Seiyū: Kōhei Amasaki, Marc Winslow (español latino)
Hirai (平井?)
 Seiyū: Haruki Ishiya, Dalí González (español latino)
Yamakado (山門?)
 Seiyū: Masaya Matsukaze
Yūka Nishifuji (西藤 悠加 Nishifuji Yūka?)
 Seiyū: Saori Gotō, Nycolle González (español latino)
Hitomi Nishifuji (西藤 仁美 Nishifuji Hitomi?)
 Seiyū: Mikoi Sasaki, Zoe Ivanna Mora (español latino)
Yayoi Fukunaga (福永 弥生 Fukunaga Yayoi?)
 Seiyū: Yuuki Hirose

## Contenido de la obra

### Manga
El manga fue escrito e ilustrado por Junta Shima, Murai no Koi se serializó bajo la sello Gene Line del sitio web Line Manga de Line Corporation del 18 de junio de 2018 al 13 de junio de 2022. Media Factory ha compilado los capítulos en volúmenes tankōbon individuales. Se publicaron siete volúmenes desde diciembre de 2018 hasta junio de 2022.

### Anime
En junio de 2022 se anunció una adaptación al anime. Más tarde se confirmó que era una serie de televisión producida por J.C.Staff y dirigida por Yoshiki Yamakawa, con guiones supervisados y escritos por Susumu Yamakawa y música compuesta por Ruka Kawada.
El tema de apertura es "Henshin!" interpretado por Rinu, mientras que el tema final es "Suko" interpretado por Yabai T-shirt Ya-san. La serie se estrenará en Disney+ en Japón el 4 de septiembre de 2024. Posteriormente se estrenará en Tokyo MX, BS NTV y BBC el 6 de octubre de 2024.
El 4 de septiembre de 2024, la serie tuvo un doblaje en español latino, el cual fue estrenado por Disney+.